# 알폰소 10세
알폰소 10세 데 카스티야(스페인어: Alfonso X de Castilla, 1221년 11월 23일 톨레도 ~ 1284년 4월 4일 세비야)는 부르고뉴 왕가에 속하는 인물로, 카스티야 왕국과 레온 왕국의 왕이었으며, 일시적으로 독일의 왕(신성로마제국 황제)이었던 인물이다. 현왕(스페인어: el Sabio, 갈리시아어: o Sabio)이라는 별칭으로도 불린다.
알폰소가 남긴 업적은 문화와 학술의 다방면에 걸쳐 있다. 알폰소는 카스티야와 레온의 왕으로서 로망스어 번역원을 설립하여, 이베리아반도의 역사, 법률부터 일반적인 과학, 시학, 음악 등 다방면의 지식을 쉬운 구어체 중세 스페인어를 비롯한 대중이 이해할 수 있는 당대 이베리아어로 정리하도록 하였다. 이로 인해 지식의 대중화가 가속되고 이베리아 속어 문학이 중흥기를 맞았다. 그 자신이 중세 이베리아어로 속어 문학을 쓰기도 했다. 한편 고전어 방면 또한 소홀히 하지 않아, 아랍어, 라틴어, 히브리어로 기록된 문헌을 연구할 수 있는 학자의 양성에도 힘을 쏟았다.
역사 방면에서는 알폰소가 궁중 학자들에게 편찬을 명한 역사서 《스페인의 역사》와 《일반 역사》에서 당대의 새로운 분위기를 관찰할 수 있다. 이 역사서는 라틴어가 아닌 이베리아 속어로 편찬되었는데, 성서에 과도하게 의존하는 세계관을 탈피하고 당시의 현실에 중점을 둔 사실적 서술 기법이 사용되고 있으며 스페인 중심주의적 세계관도 여지없이 드러나 있다. 또 법률 방면에서는 알폰소의 노력에 힘입어 중세 이베리아 문화권의 성격을 반영하는 법령이 통합되어 《푸에로 후스고》로 개편되었다. 아버지 페르난도 3세의 유지에 따라 중세 유럽에서 가장 완성도가 높은 민법전으로 평가되는 《7부 법전》도 편찬하였다.
그러나 정치 방면으로는 문화, 학술 방면에 비해 그리 뛰어나지 못하였다. 알폰소는 외조부 슈바벤 공작 필리프의 상속권으로 신성 로마 제국의 황제가 되고자 하였고 콘월의 리처드와 경합하며 15년 남짓 이 지위를 자처하였으나 결국 교회의 신임은 얻지 못하였다.

## 참고 문헌
- 고려대학교 스페인·라틴아메리카 연구소, 《작품으로 읽는 스페인 문학사》, 고려대학교출판부, 2008.

| 전임 페르난도 3세 | 카스티야, 레온, 갈리시아, 톨레도, 코르도바, 세비야, 무르시아, 하엔의 왕 1252년 6월 1일 ~ 1284년 4월 4일 | 후임 산초 4세 |

| 전임 홀란트의 빌럼 | 독일의 왕 (신성로마제국 황제) 1257년 4월 1일 ~ 1272년 | 후임 루돌프 1세 |